# Ljambirskij rajon
Il Ljambirskij rajon (in russo Лямбирский район?) è un municipal'nyj rajon della Repubblica Autonoma di Mordovia, nella Russia europea.